# 클로에 라탄지
클로에 로즈 라탄지(영어: Chloe Rose Lattanzi, 1986년 1월 17일 ~ )는 미국의 가수이자 배우로, 매트 라탄지와 올리비아 뉴턴존의 외동딸이다.